# Victoria Memorial (Londres)
 (décembre 2013).
Si vous disposez d'ouvrages ou d'articles de référence ou si vous connaissez des sites web de qualité traitant du thème abordé ici, merci de compléter l'article en donnant les références utiles à sa vérifiabilité et en les liant à la section « Notes et références ».
Pour les articles homonymes, voir Victoria Memorial.
Le Victoria Memorial est un monument de Londres situé face aux grilles de l’entrée principale du palais de Buckingham à l’extrémité ouest du Mall.
Comme son nom l’indique, il a été élevé en l’honneur de la reine Victoria.

## Description
Réalisé en 1911 par le sculpteur Thomas Brock, sa hauteur est de 25 m et 2 300 tonnes de marbre blanc ont été nécessaires à sa construction. L’architecte Aston Webb a été associé à son élaboration.
Au sommet du monument, situé sur une plate-forme circulaire, se trouve une effigie de la Victoire ailée avec deux statues assises, représentant le Courage et la Constance, le tout en bronze doré. 
Une grande statue en marbre de la reine Victoria fait face au Mall. Les trois autres côtés sont occupés respectivement par : 
- l’« ange de la Justice » (face au nord-ouest vers Green Park) ;
- l’« ange de la Vérité » (face au sud-est) ;
- « la Charité » face au palais de Buckingham.

Plus bas, on voit des proues de bateaux, référence à la puissance navale de la Grande-Bretagne. Des divinités marines (sirènes et tritons) figurent à la surface extérieure du mur de clôture. Sur ce mur, sont placés des groupes en bronze sculptés : ils représentent d'un côté la Paix et le Progrès, de l'autre l'Industrie et l'Agriculture.
Au bas des marches se trouvent deux magnifiques groupes de lions en bronze.

Le mémorial vu sous différents angles
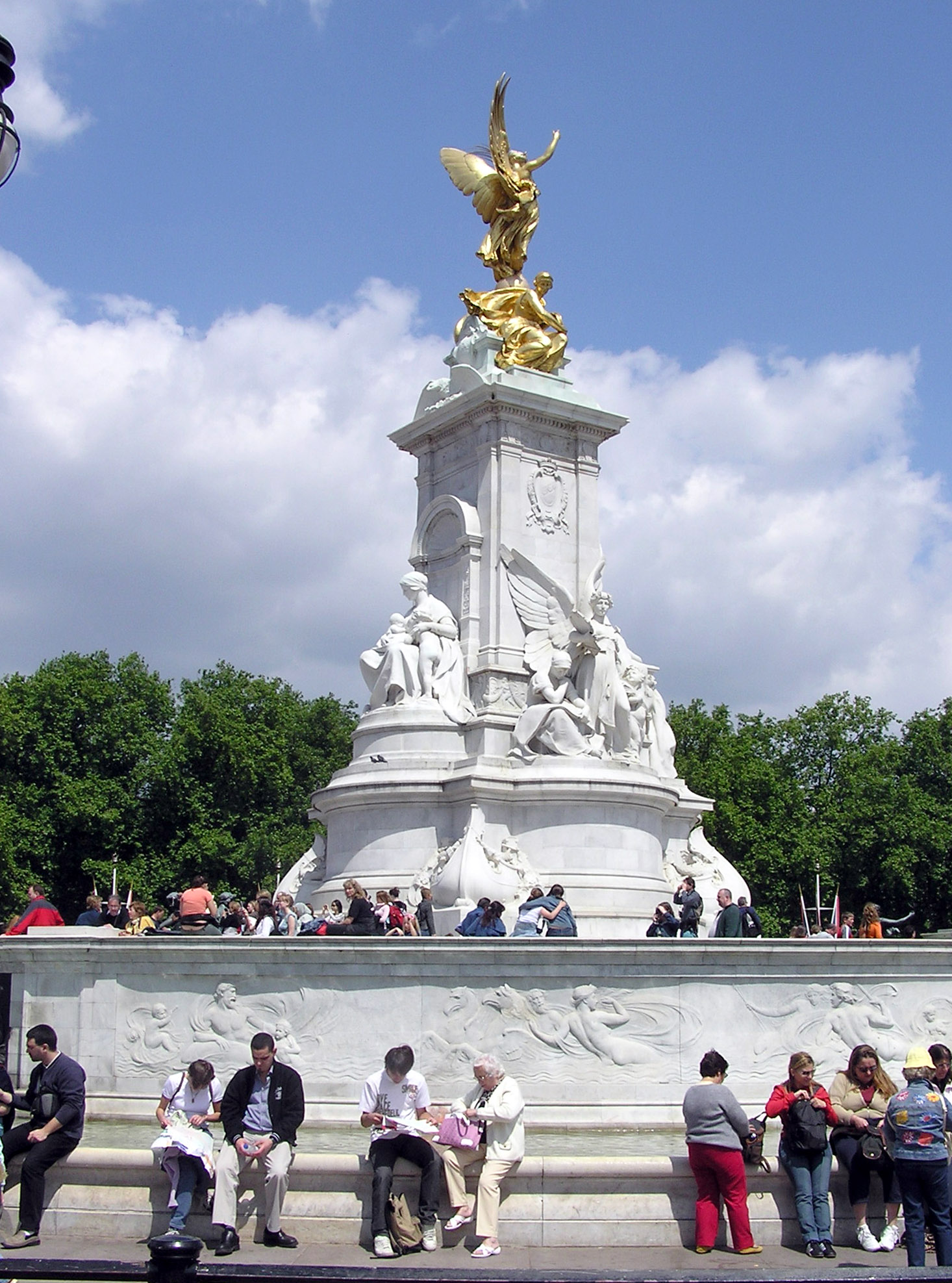
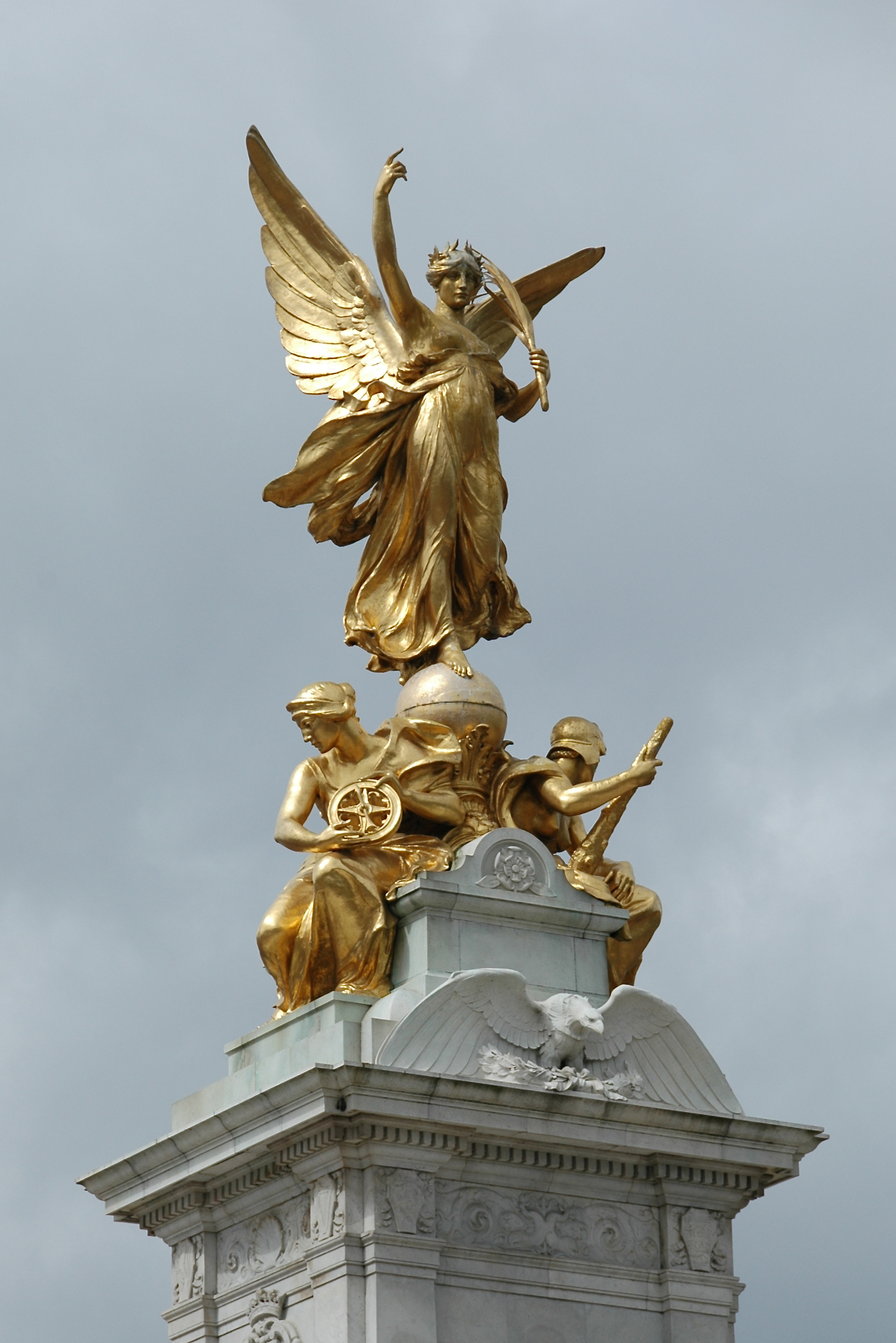
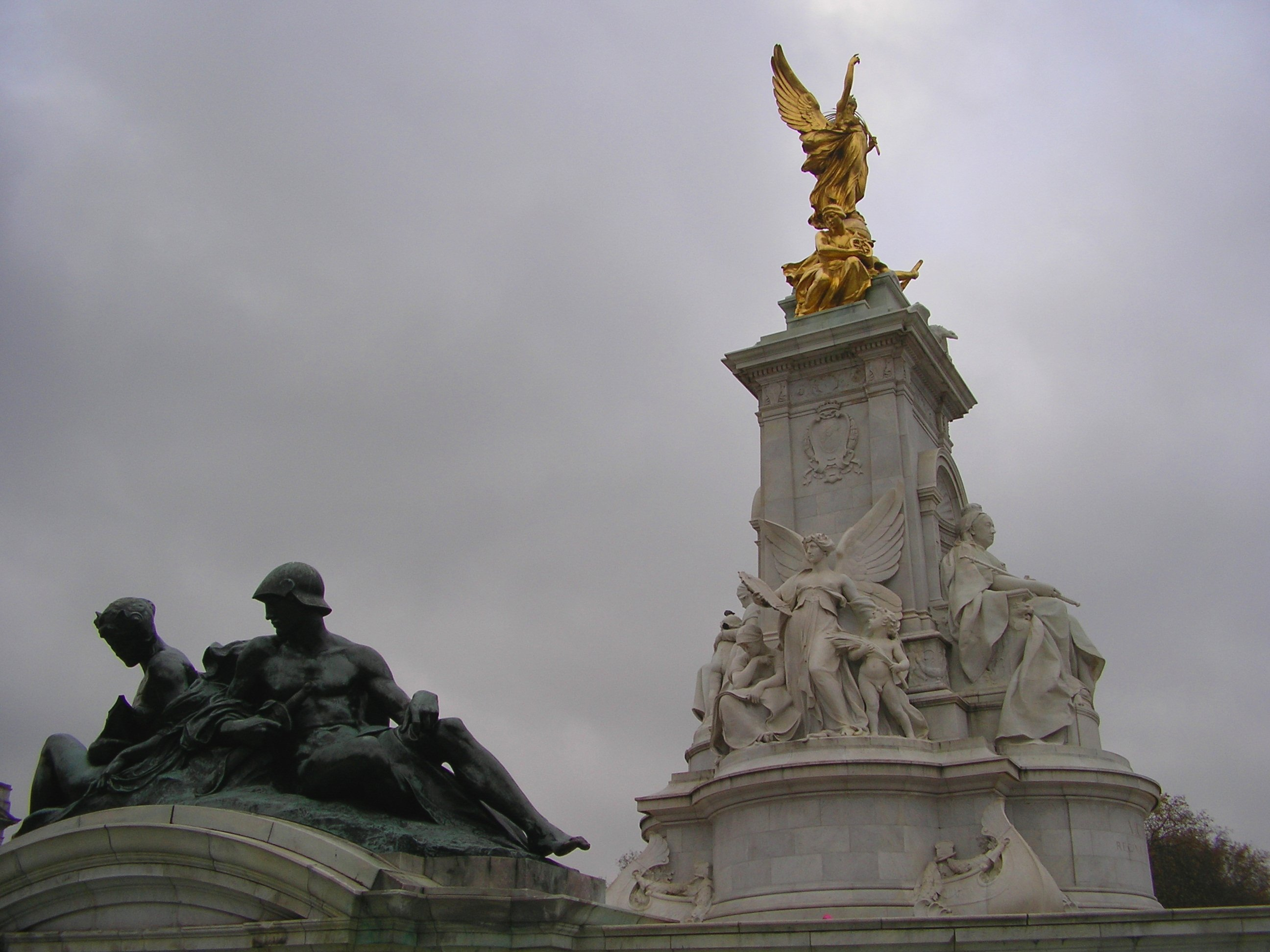
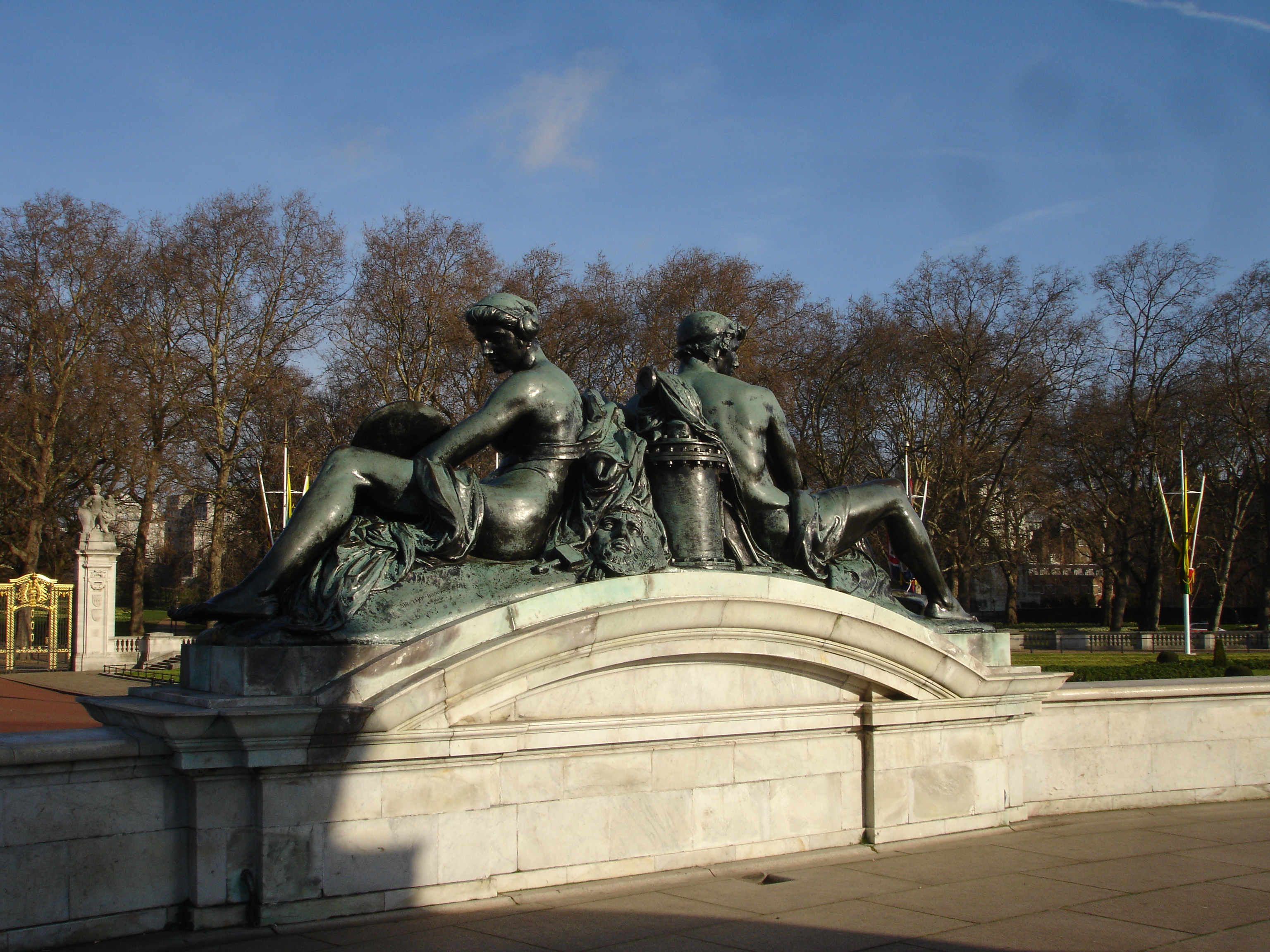
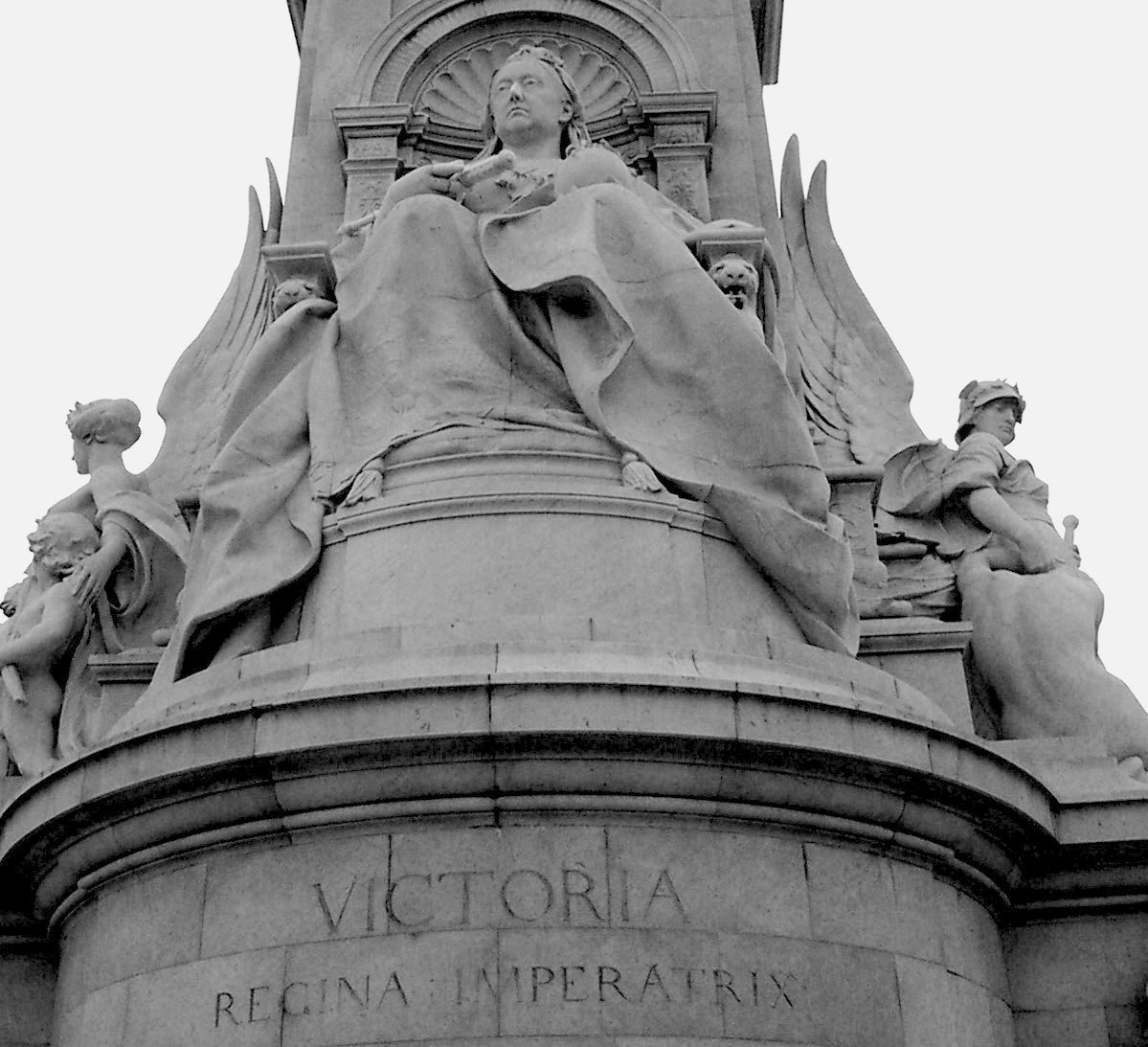
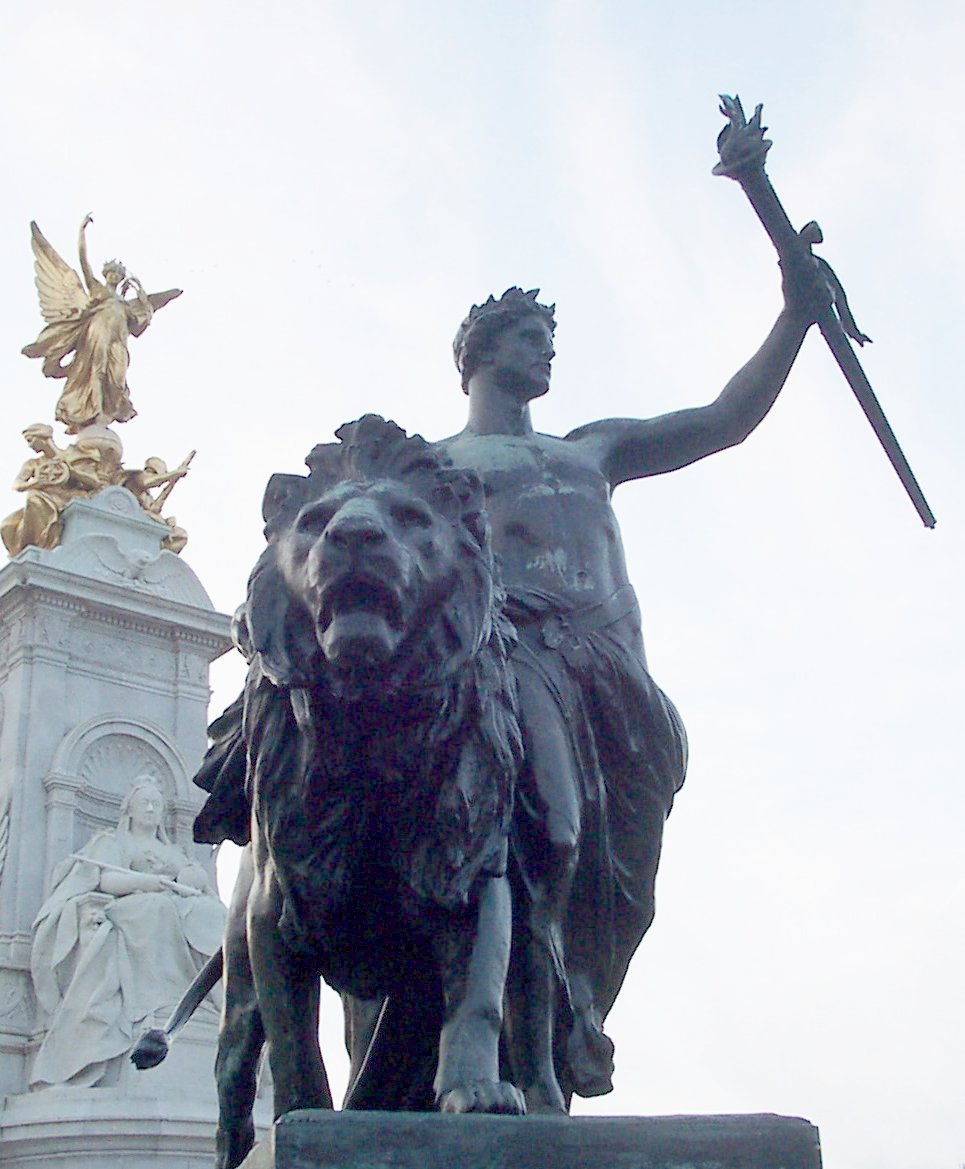
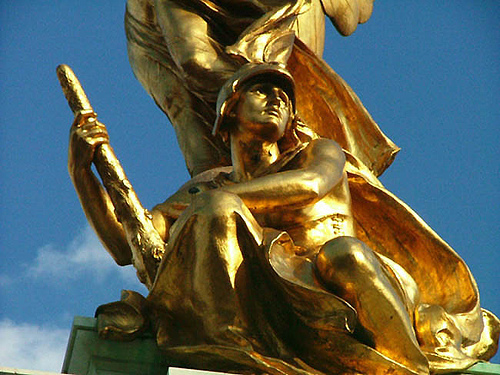
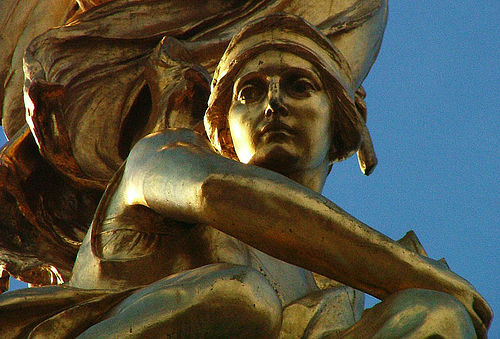